# Acynodon
Acynodon is een geslacht van uitgestorven Eusuchische Crocodylomorpha uit het Laat-Krijt, met fossielen gevonden in heel Zuid-Europa. Het geslacht Acynodon bevat de drie soorten Acynodon iberoccitanus, Acynodon adriaticus en Acynodon lopezi. Fossielen zijn gevonden in Frankrijk, Spanje, Italië en Roemenië, die dateren uit het Santonien en Maastrichtien van het Laat-Krijt.

## Naamgeving
Op het eind van de twintigste eeuw werden op verschillende locaties in het zuiden van Europa fragmentarische fossielen gevonden van krokodilachtigen uit het Krijt. Het vermoeden ontstond dat het om één taxon ging.
In 1997 werd door Angela Buscalioni de typesoort Acynodon iberoccitanus benoemd. De geslachtsnaam betekent 'zonder hondentand' in het Grieks, verwijzend naar het ontbreken van caniniforme hoektanden in het gebit. De soortaanduiding verwijst naar de herkomst uit het toenmalige eiland Iberia en naar Occitania, het door Occitaniërs bewoonde zuiden van Frankrijk.
Het holotype is MCNA 7497, een linkerbovenkaaksbeen gevonden in een zandsteengroeve bij Lano in het Baskenland in een laag die dateert uit het Maastrichtien. Als paratypen werden aangewezen de onderkaken MCNA 7501, MCNA 7506 en MCNA 7507; het traanbeen MCNA 7499 en het bovenkaaksbeen MCNA 7500.
In 1999 werden aanvullende schedelelementen en tanden uit Spanje toegewezen. In 2005 volgden enkele specimina uit Frankrijk, gevolgd door een veel grotere toewijzing in 2007 waaronder de vrijwel volledige schedels specimina ACAP-FX1 en ACAP-FX2 die de belangrijkste bron van informatie over het taxon vormen.
In 1997 werd een tweede soort benoemd: Acynodon lopezi waarvan de soortaanduiding Nieves Lopez eert die bij Quintanilla del Coco het holotype UPUAM-QC-12 en de paratypen UPUAM-QC-1 en UPUAM-QC-2, vond, losse tanden uit bovenkaken en onderkaken.
In 2008 werd een derde soort benoemd: Acynodon adriaticus, benoemd naar de Adriatische zee aan de oevers waarvan bij het Villaggio del Pescatore in Friuli het holotype MCSNT 57248 gevonden werd, een skelet met schedel. Het paratype is MCSNT 57032, bestaande uit osteodermen op ribben.

## Beschrijving
De schedel van Acynodon is extreem brevirostrine; hij had een zeer korte en brede snuit in vergelijking met bekende alligatoriden. Het gebit was behoorlijk afgeleid, met vergrote molariforme tanden en een gebrek aan maxillaire en dentaire caniniforme tanden, vermoedelijk een aanpassing om zich te voeden met langzame prooien met harde schalen. De paravertebrale osteodermen van Acynodon waren opvallend dubbel gekield.

## Fylogenie
Toen het voor het eerst werd beschreven in 1997, werd het binnen de familie Alligatoridae geplaatst. Nieuwe bevindingen tien jaar later leidden ertoe dat het werd geherclassificeerd als een basaal lid van de Globidonta. Recente studies hebben sindsdien Acynodon bepaald als een basale eusuchische crocodylomorf, buiten de Crocodylia-kroongroep, en een naaste verwant van Hylaeochampsa.